# شاتراستاک
شاتراستاک (انگلیسی: Shutterstock) شرکت الکترونیک آمریکایی است، که در سال ۲۰۰۳ توسط جان اورینجه تأسیس شد.

## تاریخچه
شاتراستاک یک ارائه دهنده جهانی عکاسی استوک، فیلم استوک، موسیقی استوک، و ابزار ویرایش است؛مقر آن در نیویورک است. شاتراستاک در سال ۲۰۰۳ توسط برنامه‌نویس و عکاس جان اورینگر تأسیس شد. صدور مجوز.در ابتدا فقط یک سایت اشتراک بود، شاتراستاک فراتر از اشتراک‌ها به قیمت‌گذاری a la carte در سال ۲۰۰۸ گسترش یافت. از سال ۲۰۱۳ به صورت عمومی در بورس نیویورک معامله می‌شود. 